# جوردن بيجوت
جوردن بيجوت (بالإنجليزية: Jordan Piggott)‏ هو لاعب كرة قدم بريطاني في مركز الدفاع، ولد في 7 فبراير 1999 في ساندويل في المملكة المتحدة. لعب مع وست بروميتش ألبيون.

## وصلات خارجية
- جوردن بيجوت على موقع قاعدة بيانات كرة القدم.إي يو (الإنجليزية)
- جوردن بيجوت على موقع Soccerway.com (الإنجليزية)
- جوردن بيجوت على موقع عالم كرة القدم.نت (الإنجليزية)